# La Esperanza Vivero
La Esperanza Vivero är en ort i Mexiko.   Den ligger i kommunen Tijuana och delstaten Baja California, i den nordvästra delen av landet, 2 300 km nordväst om huvudstaden Mexico City. La Esperanza Vivero ligger 162 meter över havet och antalet invånare är 447.
Terrängen runt La Esperanza Vivero är huvudsakligen kuperad. La Esperanza Vivero ligger nere i en dal. Runt La Esperanza Vivero är det tätbefolkat, med 913 invånare per kvadratkilometer. Närmaste större samhälle är Tijuana, 19,0 km väster om La Esperanza Vivero. Omgivningarna runt La Esperanza Vivero är i huvudsak ett öppet busklandskap.